# Sandra Beltrán
Sandra Liliana Beltrán Ojeda (5. lipnja, 1975. – Bucaramanga, Kolumbija) kolumbijska je glumica poznata po ulogama u telenovelama.

## Biografija
Sandra je karijeru započela kao i većina mladih glumaca Kolumbije, sudjelujući u TV serijama. Pojavila se u telenoveli Pecados capitales gdje je utjelovila Eloisu. No, popularnost je stekla ulogom Yesice u telenoveli Sin tetas no hay paraíso. 2010. sudjeluje u telenoveli Klon. Nakon završetka snimanja seli u Meksiko gdje počinje snimati telenovelu Angel Malo.

## Filmografija
| Godina | Naslov                   | Uloga               | Vrsta               |
| ------ | ------------------------ | ------------------- | ------------------- |
| 2010.  | Klon                     | Alicia              | telenovela          |
| 2009.  | El penultimo beso        | Gloria              | telenovela          |
| 2007.  | La marca del deseo       | Linda               | telenovela          |
| 2006.  | Sin tetas no hay paraíso | Yesica 'La Diabla'  | telenovela          |
| 2002.  | Pecados capitales        | Eloisa              | telenovela          |
| 2000.  | Se armó la gorda         | Ana Maria Mallarino | televizijska serija |
| 2000.  | A donde va Soledad       | Jenny               | televizijska serija |
| 2000.  | Rauzán                   | Maria               | televizijska serija |